# Большая Пиньга
Большая Пиньга — река в России, протекает в Вологодской области, в Тотемском районе. Устье реки находится в 235 км по левому берегу реки Сухона. Длина реки составляет 28 км.
Исток реки расположен в заболоченных лесах в 38 км к северо-востоку от Тотьмы. Большая Пиньга течёт на юг по лесистой, ненаселённой местности. Населённых пунктов на реке нет, крупнейший приток — Кривая (левый). Впадает в Сухону всего в 200 метрах ниже Малой Пиньги.

## Данные водного реестра
По данным государственного водного реестра России относится к Двинско-Печорскому бассейновому округу, водохозяйственный участок реки — Северная Двина от начала реки до впадения реки Вычегда, без рек Юг и Сухона (от истока до Кубенского гидроузла), речной подбассейн реки — Сухона. Речной бассейн реки — Северная Двина.
По данным геоинформационной системы водохозяйственного районирования территории РФ, подготовленной Федеральным агентством водных ресурсов:
- Код водного объекта в государственном водном реестре — 03020100312103000008763
- Код по гидрологической изученности (ГИ) — 103000876
- Код бассейна — 03.02.01.003
- Номер тома по ГИ — 03
- Выпуск по ГИ — 0